# Ruoqiang
Ruoqiang (léase Ruó-Chiáng; en chino, 若羌县; pinyin, Ruòqiāng xiàn; transcripción antigua, 婼羌) también conocida por su nombre uigur de Qakilik (en uigur: چاقىلىق, romanizado: Qak̂ilik̂; en chino, 卡克里克; pinyin, Qiǎkè-lǐ'k) es un condado bajo la administración directa de la Prefectura Bayingolin en la Región autónoma de Sinkiang, República Popular China. Su área es de 198 322 km² y su población total para 2010 superó los 35 mil habitantes.

## Toponimia
El nombre deriva de la tribu Ruo (若人) perteneciente a los Qiang (羌族) que se asentaron en esta zona.

## Administración
Desde octubre de 2019, el condado Ruoqiang se divide en 8 pueblos que se administran en 5 poblados y 3 villas.